# Strömning (organisation)
En strömning är en grupp inom en organisation som delar en eller flera uppfattningar, men som inte organiserar sig för dessa utan agerar var för sig. Ibland används även strömning som en beteckning på en icke organiserad, alternativt löst sammansatt, grupp med homogena uppfattningar inom en abstrakt organisation, exempelvis arbetarrörelsen.